# علیرضا آلادین
علیرضا آلادین (زاده ۲۰ شهریور ۱۳۳۱ تهران) بازیگر و خواننده ایرانی است.

## زندگی‌نامه
علیرضا آلادین در ۲۰ شهریور سال ۱۳۳۱ در محله عارف در تهران زاده شد و در سال ۱۳۴۹ به دعوت جمال وفایی به جامعه باربد رفت و در آنجا موسیقی و خوانندگی را نزد اسماعیل مهرتاش فرا گرفت.
وی در اوایل سال ۱۳۵۰ تئاترهای موزیکال برای تلویزیون ملی ایران اجرا می‌کرد. فولکلور پرتقال فروش یکی از معروف‌ترین قطعات آن سال‌ها است که توسط علیرضا آلادین اجرا شده‌است. پس از انقلاب و بعد از وقفه ای طولانی، در اوایل دهه هفتاد با سریال آتیه به کارگردانی رضا صفایی دنیای هنر بازگشت و در فیلم‌ها و سریال‌های مختلف به ایفای نقش پرداخت.

## فیلم‌شناسی

### سینما
1. لانه عقابها ۱۳۷۸[۱]
2. مامان بریم خواستگاری ۱۳۸۵
3. قرار نبود اینجوری شه

### تئاتر
برنامه‌های نوروزی تلویزیون ملی ایران

### تلویزیون
| سال  | نام                    | سمت                 | کارگردان          | توضیحات                |
| ---- | ---------------------- | ------------------- | ----------------- | ---------------------- |
| ۱۳۷۲ | آتیه                   | بازیگر              | رضا صفایی         | شبکه ۱                 |
| ۱۳۷۴ | گلهای بهشت             | بازیگر              | محمد صادقی        | شبکه ۱ - سیمای خانواده |
| ۱۳۷۴ | درد پنهان              | بازیگر              | رضا صفایی         | شبکه ۱ - سیمای خانواده |
| ۱۳۷۵ | در گام اول             | بازیگر              | فرامرز باصری      | شبکه ۱ - سیمای خانواده |
| ۱۳۷۴ | گلبوته‌های آرزو         | بازیگر              | علی عسگری         | شبکه ۱                 |
| ۱۳۷۶ | خاله خانم              | بازیگر              | منوچهر پور احمد   | شبکه ۱                 |
| ۱۳۷۶ | ماجراهای خانه شماره ۱۳ | بازیگر              | اسماعیل میهن دوست | شبکه ۱                 |
| ۱۳۷۹ | وکیل محله              | بازیگر              | اسماعیل میهن دوست | شبکه ۱                 |
| ۱۳۷۶ | برگ سبز                | بازیگر              | محمد عیوضی        | شبکه ۱                 |
| ۱۳۷۶ | چشم گربه ای            | بازیگر              | مسعود رشیدی       | شبکه ۱                 |
| ۱۳۷۷ | ماه آتش                | بازیگر              | اسماعیل میهن دوست | شبکه ۱                 |
| ۱۳۷۴ | بر سر دوراهی           | بازیگر              | مجید بهشتی        | شبکه ۱                 |
| ۱۳۷۵ | بافته‌های رنج           | بازیگر              | مجید بهشتی        | شبکه ۱                 |
| ۱۳۷۶ | شیطان صفتان            | بازیگر              | رضا صفایی         | شبکه ۱                 |
| ۱۳۷۸ | ببخشید شما             | بازیگر              | مهران مدیری       | شبکه ۳                 |
| ۱۳۷۸ | نیلوفرانه              | بازیگر              | هوشنگ هدایتی      | شبکه ۳                 |
| ۱۳۸۰ | جاده‌های سبز شمالی      | بازیگر              | عباس رافعی        | شبکه ۱                 |
| ۱۳۸۱ | نیستان                 | بازیگر              | حسین مختاری       | شبکه ۳                 |
| ۱۳۸۰ | روح فراموشکار          | بازیگر              | محمد علی بهرامی   | سیما فیلم              |
| ۱۳۷۶ | بهترین فرصت            | بازیگر              | حسین کامران       | شبکه ۱ - سیمای خانواده |
| ۱۳۷۵ | از پانیفتاده           | بازیگر              | حسین کامران       | شبکه ۱ - سیمای خانواده |
| ۱۳۷۶ | فاصله‌ها                | بازیگر              | علی نقی لو        | شبکه ۱ - سیمای خانواده |
| ۱۳۸۶ | صاحبدلان               | بازیگر              | محمد حسین لطیفی   | شبکه ۱                 |
| ۱۳۸۷ | اغما                   | بازیگر              | سیروس مقدم        | شبکه ۱                 |
| ۱۳۹۹ | دهه شصتی               | بازیگر - مشاور هنری | فرج آلادین        | شبکه ۲                 |
| ۱۳۹۲ | همه با هم              | بازیگر              | محمد رضا آلادین   | شبکه ۱                 |
| ۱۳۷۹ | هفت رنگ                | بازیگر              | محمد رضا آلادین   | شبکه ۱                 |
| ۱۳۸۰ | گلبرگ                  | بازیگر              | محمد رضا آلادین   | شبکه ۱                 |
| ۱۳۸۲ | مشاور                  | بازیگر              | مسعود رشیدی       | شبکه ۱                 |
| ۱۳۷۷ | نرگس                   | بازیگر              | شاپور قریب        | شبکه ۱                 |